# Кубок Испании по футболу 1915
Кубок Испании 1915 года стал 15-м розыгрышем Кубка Испании по футболу «Копа дель Рей».
Соревнование началось 15 апреля 1915 года и завершилось 2 мая 1915 года финалом, состоявшимся на стадионе «Эстадио де Амуте» в Ируне, в котором «Атлетик Бильбао» со счётом 2:1 обыграл «Эспаньол», и в шестой раз в истории выиграл трофей

## Участники
- Реал Сосьедад Химнастик (Мадрид) — Центральный регион
- Атлетик Бильбао — Северный регион
- Эспаньол — Каталония
- Фортуна Реал Виго — Галисия

## Полуфиналы
26 марта1916 Барселона 2-1 Реал Мадрид

02 апреля 1916 Реал Мадрид 4-1 Барселона

## Первые матчи
| Фортуна-Реал Виго | 0–0 | Атлетик Бильбао |
| ----------------- | --- | --------------- |
|                   |     |                 |

| Реал Сосьедад Химнастик (Мадрид)  | 2:3 | Эспаньол                                                          |
| --------------------------------- | --- | ----------------------------------------------------------------- |
| Урибарри 1Тайм′ · Эскудеро 2Тайм′ |     | Армет "Пакан" 1Тайм′ · Армет "Пакан" 1Тайм′ · Хуанхо Лопес 2Тайм′ |

## Вторые матчи
| Атлетик Бильбао                                                                           | 5–1 | Фортуна Реал,Виго |
| ----------------------------------------------------------------------------------------- | --- | ----------------- |
| Доминго Аседо 1Тайм′ · ? 1Тайм′ · ? 1Тайм′ · Феликс Субисарета 2тайм′ · Феликс Субисарета |     | Домингес 2 тайм′  |

| Эспаньол                       | 3:0 | Реал Сосьедад Химнастик (Мадрид) |
| ------------------------------ | --- | -------------------------------- |
| ? 2Тайм′ · ? 2Тайм′ · ? 2Тайм′ |     |                                  |

## Финал
| Атлетик Бильбао                                                       | 5–0 | Эспаньол |
| --------------------------------------------------------------------- | --- | -------- |
| Пичини 4,пен′, 43′, 60′ · Феликс Субисаретта 69′ · Эрман Эчибериа 70′ |     |          |